# Children Shouldn't Play with Dead Things
Children Shouldn't Play with Dead Things (també coneguda com Revenge of the Living Dead, Things from the Dead, i Zreaks) és un pel·lícula de terror còmica deL 1972 dirigida per Bob Clark. Més tard es va convertir en un clàssic de culte. Aquesta pel·lícula de zombis de baix pressupost és la tercera pel·lícula del director Bob Clark, que més tard es va fer famós per dirigint les pel·lícules Black Christmas, A Christmas Story i Porky's. La pel·lícula es va rodar en 14 dies amb un pressupost de 50.000 dòlars. Clark va emprar-hi alguns dels seus amics de la universitat.

## Trama
La història se centra en una companyia de teatre que viatja en vaixell fins a una petita illa de la costa de Miami que s'utilitza principalment com a cementiri de criminals trastornats, per passar una nit de diversió i jocs. El seu director Alan (Alan Ormsby), un individu retorçat i sàdic, explica al seu grup —a qui es refereix com els seus "fills"— nombroses històries relacionades amb la història de l'illa i els habitants enterrats. Els condueix a una casa de camp, on se suposa que han de passar la nit. Aleshores obre un cofre que han portat amb ell, es posa una túnica mística i els prepara per a una reunió a mitjanit, amb amenaces d'acomiadar-los si no fan el que vol. A mitjanit, fent servir un grimori, l'Alan comença un ritual per aixecar els morts després d'excavar el cos d'un home anomenat Orville Dunworth (Seth Sklarey). Tot i que la intenció original del ritual pot haver estat només una broma, l'Alan sembla decebut perquè no passi res.
La festa continua, i l'Alan arriba a l'extrem per degradar els actors, utilitzant el cadàver d'Orville per als seus propis acudits malaltissos. Aleshores, però, animats pel ritual de la caiguda, els morts tornen a la vida i obliguen la comparsa a refugiar-se a l'antiga casa. Atrapats, duen a terme un pla per atraure els zombis a la part davantera de la casa mentre un dels membres del grup, en Paul, surt corrent per l'esquena per anar a buscar ajuda. El pla no funciona, ja que Paul és emboscat per un zombi i devorat.
En un últim esforç, el grup intenta llegir un altre encanteri del llibre dels morts per tornar els zombis a les seves tombes. Sembla que funciona quan els zombis comencen a dissipar-se al bosc. No obstant això, no compleixen la regla de retornar el cadàver d'Orville a la seva tomba, fet que fa que els zombis tornin a sorgir i embosquen el grup quan surten de casa. Dos membres del grup, Jeff i Val són assassinats, mentre que l'Alan i l'Anya es retiren a la casa. Tot i barricada la porta, els zombis van irrompre, perseguint-los per les escales. En un esforç per salvar-se, l'Alan llança Anya als zombis; però els zombis continuen centrant la seva atenció en l'Alan i el persegueixen per les escales. L'Alan es tanca al dormitori on va deixar el cadàver d'Orville, però ara també troba Orville animat a la no-vida. Orville ataca i derroca l'Alan, seguit de la resta dels zombis que s'estavellen per la porta.
Als crèdits de tancament de la pel·lícula, els zombis pugen al vaixell d'Alan mentre les llums de Miami brillen al fons.

## Repartiment
- Alan Ormsby - Alan
- Valerie Mamches - Val
- Jeff Gillen - Jeff
- Anya Ormsby - Anya
- Paul Cronin - Paul
- Jane Daly -Terry
- Roy Engleman - Roy
- Robert Philip - Emerson
- Bruce Solomon - Winns
- Alecs Baird - Caretaker
- Seth Sklarey - Orville Dunworth

## Recepció
L' Encyclopedia of Horror conclou que tenint en compte el pressupost i el nombre de personal implicat, els efectes especials d'Alan Ormsby són "sorprenentment efectius".
Al seu llibre Zombiemania: 80 Movies to Die For, l'autor Arnold T. Blumberg va observar que "el final és... bastant esgarrifós, amb els crèdits en silenci sobre la fotografia estranyament surrealista dels zombis que preparen un veler per al seu llançament. ," i va afegir que la pel·lícula evoca "una atmosfera d'inevitabilitat i desesperança. Però, de nou, Ormsby ho va aconseguir abans que el primer cadàver s'arrossegués fora de terra."
"Children Shouldn't Play With Dead Things", una cançó de l'àlbum de 2017 de la banda finlandesa de heavy/doom metal Wolfshead Leaden, es basa en la pel·lícula.
El juliol de 2019 la pel·lícula tenia una puntuació del 42% a Rotten Tomatoes, basada en 12 ressenyes, amb una puntuació mitjana de 5,2/10.

## Proposta de remake
El director Bob Clark estava planejant un remake abans de la seva mort el 2007. El novembre de 2010, Gravesend Film Enterprises va confirmar que produiria un remake, que començaria a rodar-se a la primavera de 2011, tot i que això no es va produir mai.